# Ichnotropis
Az Ichnotropis  a hüllők (Reptilia) osztályába a  pikkelyes hüllők (Squamata) rendjébe, valamint a gyíkok (Sauria)  alrendjébe és a nyakörvösgyíkfélék (Lacertidae)  tartozó családjába tartozó nem.

## Rendszerezés
A nembe az alábbi 7 faj tartozik:
- Ichnotropis bivittata
- Ichnotropis capensis
- Ichnotropis chapini
- Ichnotropis grandiceps
- Ichnotropis microlepidota
- Ichnotropis squamulosa
- Ichnotropis tanganicana